# شورابة خوران
شورابة خوران (بالفارسية: شورابه‌خوران) هي مستوطنة تقع في قسم زرنة الريفي (مقاطعة إيوان) في إيران. يقدر عدد سكانها بـ 265 نسمة .